# Lithobates omiltemanus
La rana leopardo de Omilteme (Lithobates omiltemanus) es un anfibio anuro de la familia de las ranas verdaderas (Ranidae). Es una especie endémica de la Sierra Madre del Sur en Guerrero, México. La palabra Lithobates viene del griego lithos,  piedra y bates, que pisa es decir significa "que pisa sobre la roca" o "escalador de roca".

## Clasificación y descripción de la especie
Es una rana de la familia Ranidae del orden Anura. Es de talla mediana y alcanza una longitud de 6.1 cm. Su cabeza es ancha, los nostrilos están más cerca del ojo que de la punta del hocico. Sus extremidades posteriores son robustas y cortas, las articulaciones tibio tarsales apenas se tocan cuando las patas se pliegan en ángulo recto al cuerpo. La coloración consiste de numerosas manchas pequeñas arregladas en dos o tres hileras de color verde oscuro sobre un fondo verde olivo. Las extremidades tienen barras y el vientre es claro inmaculado. 

## Distribución de la especie
Endémica de México, se conoce solo para la Sierra Madre del Sur de Guerrero en Omiltemi y Agua de Obispo.

## Ambiente terrestre
Vive en bosque mesófilo de montaña entre 2,200 a 2,400 m.s.n.m.. 

## Estado de conservación
Se considera En Peligro de Extinción (Norma Oficial Mexicana 059) y En Peligro Crítico en Lista Roja de la UICN.